# Rift
Riftul este o despicătură în scoarța terestră suboceanică.

## Descriere
Scoarța terestră este alcătuită din șapte plăci tectonice majore (Placa Pacifică, Placa Antarctică, Placa Americană de Sud, Placa Americană de Nord, Placa Eurasiatică, Placa Indoaustrală, Placa Africană) și din câteva mai mici.
Plăcile tectonice sunt mobile și se deplasează pe orizontală pe suprafața mantalei. Curenții magmatici ascendenți din manta produc o mare presiune asupra scoarței terestre, subțiind-o până când aceasta se fisurează până la suprafață. Această fractură profundă în scoarța terestră se numește rift și determină fragmentarea plăcii tectonice existente în două plăci mai mici.
Prin rift, masa fierbinte care alcătuiește miezul Pământului iese prin aceste fisuri aproape de suprafața scoarței. Materia topită care nu reușește să iasă la suprafață prin rift, se deplasează lateral pe sub plăci, împingîndu-le în direcții opuse, iar riftul se lărgește permițînd magmei să iasă în continuare din manta. În spațiul rezultat prin depărtarea marginilor riftului se formează, prin răcirea magmei, o scoarță oceanică alcătuită din roci bazaltice. În zonele de rift și de subducție pot avea loc cutremure de pământ și erupții vulcanice.